# Harold Ford (politico 1945)
Harold Eugene Ford senior (Memphis, 20 maggio 1945) è un politico statunitense, membro della Camera dei Rappresentanti per lo stato del Tennessee dal 1975 al 1997.

## Biografia
Nato a Memphis, ottavo di quindici figli, Ford studiò alla Howard University e dopo il college lavorò nell'azienda di pompe funebri di proprietà della sua famiglia.
Entrato in politica con il Partito Democratico, nel 1971 fu eletto all'interno della Camera dei rappresentanti del Tennessee, la camera bassa della legislatura statale, dove restò fino al 1974. In quell'anno si candidò infatti alla Camera dei Rappresentanti nazionale e riuscì ad essere eletto, sconfiggendo il repubblicano in carica Dan Kuykendall. Harold Ford fu il primo afroamericano eletto al Congresso dallo stato del Tennessee.
Negli anni successivi fu riconfermato per altri dieci mandati, cambiando distretto congressuale nel 1982. Nel 1996 decise di ritirarsi dalla Camera e lasciò il seggio dopo ventidue anni, venendo succeduto dal figlio Harold Ford Jr..
Negli ultimi anni di permanenza al Congresso, Ford fu accusato di corruzione, senza tuttavia essere mai condannato.